# Rajd Warszawski 1985
Rajd Warszawski 1985 – 19. edycja Rajdu Warszawskiego. Był to rajd samochodowy rozgrywany od 18 do 19 października 1985 roku. Była to piąta runda Rajdowych Samochodowych Mistrzostw Polski w roku 1985. Rajd składał się z dwudziestu czterech odcinków specjalnych. Został rozegrany na nawierzchni asfaltowej i szutrowej. Zwycięzcą został Andrzej Koper.

## Wyniki końcowe rajdu[1][2]
| Miejsce | Kierowca            | Pilot                | Samochód               | Czas    | Strata | Grupa Klasa |
| ------- | ------------------- | -------------------- | ---------------------- | ------- | ------ | ----------- |
| 1       | Andrzej Koper       | Krzysztof Gęborys    | Renault 11 Turbo       | 1:59:39 | -      | A-13        |
| 2       | Marian Bublewicz    | Ryszard Żyszkowski   | FSO Polonez 2000 Turbo | 2:04:31 | +4:52  | B-31        |
| 3       | Mariusz Kostrzak    | Marek Smolec         | Lada VAZ 2105 MTX      | 2:11:23 | +11:44 | B-21        |
| 4       | Marek Sadowski      | Tadeusz Kołczyński   | FSO 1600               | 2:13:23 | +13:44 | A-14        |
| 5       | Czesław Zadygowicz  | Tadeusz Wieczeryński | Lada VAZ 2105 MTX      | 2:13:32 | +13:53 | B-21        |
| 6       | Tadeusz Buksowicz   | Wojciech Malanowski  | FSO Polonez 1600 C     | 2:15:25 | +15:46 | A-14        |
| 7       | Romuald Chałas      | Zbigniew Atłowski    | FSO 1600 A             | 2:17:25 | +17:46 | A-14        |
| 8       | Jerzy Poznański     | Lech Wójcik          | Lada VAZ 2105 MTX      | 2:19:25 | +19:46 | B-21        |
| 9       | Krzysztof Hołowczyc | Marek Omelańczuk     | Polski Fiat 125p 1500  | 2:20:18 | +20:39 | N-02        |
| 10      | Andrzej Białowąs    | Janusz Sękowski      | FSO 1600 A             | 2:21:02 | +21:23 | A-14        |